# 雲斑鮰
雲斑鮰（学名：Ameiurus nebulosus）为北美鲶科鮰属的一种淡水鱼，自然分布于北美洲东部，后被人工引入至世界各地。成年云斑鮰体色斑驳，体长一般在20-33厘米之间。该鱼为夜行性杂食鱼类，主要依靠发达的嗅觉和触觉捕食。云斑鮰在春夏之交繁殖，双亲会在交配后筑巢并保护幼鱼。该鱼可食用，亦是一种游钓鱼。

## 物种命名
云斑鮰的属名Ameiurus来自于希腊语，意思是“没有尾巴”。该属名是指该属鱼类均为方尾，与大部分鱼类的分叉尾不同。该鱼种加词nebulosus则来自拉丁语，意思是“云”，其指的是该鱼斑驳的体色。

## 外貌描述

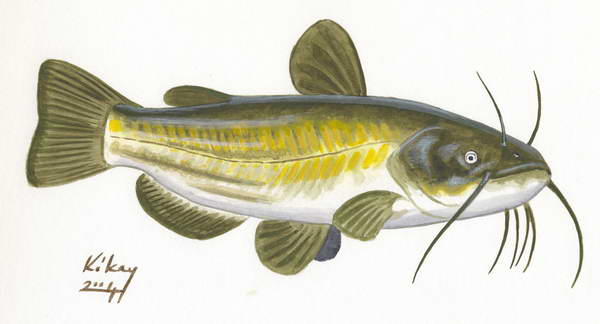
云斑鮰的插画，注意其渐变的体色和黑黄色鱼鬚

云斑鮰背部为暗绿褐色，身体两侧为渐变的淡绿色或淡黄色，腹部则为白色。，体表有暗褐色的斑点。云斑鮰全身无鳞片。云斑鮰的背鳍长有1根棘刺和6-7根软条，后有一片脂鳍；臀鳍长有1根棘刺和21-24根软条，尾鳍有18-19根软条。此外，该鱼胸鳍的棘刺还长有5-8个锯齿。
云斑鮰嘴角处有8根黑黄色的胡须 ，其嘴正对前方或向下倾斜，上颚略长于下颚 ，嘴内有5-8颗锯状牙齿。成年云斑鮰体长多在20-33厘米之间，重1千克左右。目前国际钓鱼运动协会所记录的最大个体体重7磅6盎司（约合3.35千克），长22英寸（约合55.9厘米）。
云斑鮰的易混种包括铲𫚔、黑鮰与黄鮰，但铲鮰上颚延伸的部分没有牙床；黑鮰和黄鮰的鱼须颜色则不同于云斑鮰的黑黄色，臀鳍软条数量也不同。

## 物种分布
云斑鮰自然分布于北美洲东部，西至加拿大萨斯喀彻温省东南、美国内布拉斯加州和路易斯安那州，北至新不伦瑞克省和新斯科舍省，南至阿拉巴马州的莫比尔湾，尤其常见于美国东北部。
自19世纪70年代起，云斑鮰作为游钓鱼、观赏鱼和食用鱼被人为引入到全球各地。在美国，野生的云斑鮰已遍布华盛顿州、俄勒冈州、加利福尼亚州、爱达荷州、内华达州、俄克拉荷马州等自然分布区域以外州份的池塘、水渠和河流中，亦在许多其他地区有零星分布。在加拿大，云斑鮰已扩散至不列颠哥伦比亚省。在北美洲以外，云斑鮰已扩散至欧洲大部、伊朗、土耳其和中国。然而，由于该鱼时常与黑鮰相混淆，其具体扩散范围目前尚不清楚。

## 生态
云斑鮰系夜行性淡水底栖鱼类，偏好池塘、湖泊、沟渠、水流缓慢的溪流等缺氧或泥泞的水体，但仍能适应清澈的河流。云斑鮰为贪吃的杂食动物，主要用嗅觉和触觉寻找食物。它们几乎会吃下一切所看见的东西，例如藻类、贝类、蜗牛、水蛭、昆虫、水草、鱼卵和小鱼等。此外，云斑鮰可使用其触须与同类交流。

### 环境耐受
云斑鮰可耐受的水温上限为37.6℃，但也曾有记录称云斑鮰会短暂进入高于这一温度的水域捕食。云斑鮰的新陈代谢较为稳定，但在低于6℃的冷水中其会显著降低自己的新陈代谢率。其可耐受最冷的水温为零下1℃。云斑鮰亦能生活在氧含量极低的水域内，可将自己埋于淤泥中数小时不呼吸，亦可在水体干涸时休眠。此外，云斑鮰比起其他同属鱼类能适应更咸的水域，在休森湾的苦咸水沼泽和喀斯喀特山脉的盐碱湖中均能觅其踪影。

### 生命周期
云斑鮰的繁殖季为春夏之交。其求偶仪式多种多样，包括啮咬潜在配偶的头和尾、用头部撞击对方、摩擦彼此的胡须或是紧贴对方游动一段距离。云斑鮰在一个繁殖季仅会交配一次。交配后雌鱼会在河床上用嘴巴含住砾石以筑巢。其巢穴一般会在水下洞穴、枯树干、水草丛等可为鱼卵和幼鱼提供庇护之处。云斑鮰在一个繁殖季会产下50-10000颗大小与蛙卵相仿的鱼卵。雌鱼一般仅会在筑巢后的第一天负责保护鱼卵，之后则是由雄鱼保护。偶尔会有双亲同时参与保护幼鱼的情况。有学者曾观察到雄鱼张大嘴巴猛咬另一条尝试进入其巢穴的云斑鮰。在这期间，成鱼会不断用鱼鳍扇水以防止鱼卵窒息。云斑鮰会保护幼鱼直至其长至2英寸长（约5厘米），这一般会需要10天。离开父母的鱼苗偶尔会在夏季集群生活于水草附近。小于7.5厘米的幼鱼主要以各种浮游动物、孑孓和红虫为食。云斑鮰在大约3岁时性成熟，最大寿命为10岁。

### 天敌
云斑鮰的天敌主要为更大的鱼类，例如白斑狗鱼和玻璃梭鲈。黄鲈、鲦鱼和太阳鱼则会吞食云斑鮰的鱼卵。此外，美洲绿鹭、水蛇和鳄龟也会捕食云斑鮰。然而，由于云斑鮰为夜行生物且有保护色，其被捕食的频率并不高。

## 与人类的关系

### 作为食用鱼
生活于清澈水域的云斑鮰有一定食用价值，在鱼市上常与同属的黑鮰与黄鮰混售，三者在市场上合称为“牛头鱼”（Bullheads）。单独售卖云斑鮰的商贩则会称其为“红猫”（Red cats）。不过，由于云斑鮰是夜行鱼类，捕捞较为困难，故渔获数量较小。该鱼适合烧烤和烟熏，最佳食用季节是春季和秋季。然而，生活在泥泞池塘和沟渠中的云斑鮰土腥味重，不宜食用。

### 作为游钓鱼
云斑鮰在北美洲是一种颇受欢迎的游钓鱼。在其自然分布范围之外，许多鱼塘会圈养少量云斑鮰以吸引钓客，但鲜少有针对云斑鮰的钓鱼比赛。由于其贪吃的天性，钓客往往不需为其准备特别的饵料。

### 文化象征
在北美原住民奥吉布瓦族的神话中，远古部落瓦瓦兹西（Wawaziisi）以云斑鮰为图腾。

## 作为入侵物种
云斑鮰贪吃的天性和极强的环境适应力使其易成为入侵物种。例如，温哥华岛的云斑鮰大量吞食本地鱼类的鱼卵，对本地的棘背鱼种群造成了毁灭性打击。云斑鮰亦会给本地鱼类带来更大的竞争压力并挤占本地鱼类的生存空间。此外，较大的云斑鮰主要以其他鱼类为食，因此会导致本地鱼类种群显著减少。